# Prasophyllum litorale
Prasophyllum litorale är en orkidéart som beskrevs av Robert J. Bates. Prasophyllum litorale ingår i släktet Prasophyllum och familjen orkidéer. Inga underarter finns listade i Catalogue of Life.